# An’ei
An’ei (japanisch 安永) ist eine japanische Ära (Nengō) von Dezember 1772 bis April 1781 nach dem gregorianischen Kalender. Der vorhergehende Äraname ist Meiwa, die nachfolgende Ära heißt Tenmei. Die Ära fällt in die Regierungszeit des Kaisers (Tennō) Go-Momozono.
Der erste Tag der An’ei-Ära entspricht dem 10. Dezember 1772, der letzte Tag war der 24. April 1781. Die An’ei-Ära dauerte zehn Jahre oder 3058 Tage.

## Ereignisse
- 1775 August der schwedische Naturforscher Carl Peter Thunberg kommt in Japan an
- 1779 der niederländische Gelehrte Isaac Titsingh kommt in Japan an